# Yureru Omoi
Yureru Omoi (揺れる想い Sentimientos cambiantes) es el cuarto álbum de estudio de la banda de J-Rock Zard, lanzado el 10 de julio de 1993.

## Lista de canciones
Todas las letras por Izumi Sakai
- Yureru Omoi (揺れる想い?)
- Season
- Kimi ga Inai (君がいない?) (B-Version)
- In My Arms Tonight
- Anata wo Sukidakedo (あなたを好きだけど?)
- Makenaide (負けないで?)
- Listen to Me
- You and Me (and...)
- I Want You
- Futari no Natsu (二人の夏?)

- Datos: Q1080139